# 群馬県立渋川工業高等学校
群馬県立渋川工業高等学校（ぐんまけんりつ しぶかわこうぎょうこうとうがっこう）は、群馬県渋川市渋川にある県立工業高等学校。
県内唯一の自動車科を置き、他にも特色のある学科を置く。
自動車研究部は全国的な強豪。
機械研究部の強豪として知られていた。

## 沿革
- 1958年 - 群馬県渋川市立渋川工業高等学校として開校
- 2007年 - 創立50周年記念式典挙行

## 設置学科
- 自動車科
- 機械科
- 電気科
- 情報システム科

## 主な進路先
- 埼玉工業大学
- 北海道科学大学
- 千葉工業大学
- 金沢工業大学
- 足利工業大学
- 東洋大学

## 主な就職先
- 前橋市消防局
- 東京電力株式会社
- キヤノン株式会社
- 株式会社　日立製作所
- 東日本旅客鉄道株式会社
- 日本貨物鉄道株式会社
- リンテック株式会社
- 太陽誘電株式会社
- 大同特殊鋼株式会社
- 日本精工株式会社
- 株式会社　ヤマダ電機

（平成20年度12月18日現在）